# Andrew Benz
Andrew Benz (* 21. April 1994 in Yorba Linda) ist ein US-amerikanischer Volleyballspieler.

## Karriere
Benz begann seine Karriere an der Esperanza High School in Anaheim. Von 2013 bis 2017 studierte er an der University of California, Irvine und spielte in der Universitätsmannschaft. 2017/18 spielte der Mittelblocker in Solingen beim deutschen Bundesligisten Bergische Volleys.